# 永安壩八一紀念會會址
永安壩八一紀念會會址位於四川省巴中市通江縣，文物遺址年代判定為1933年。2012年7月16日公佈為四川省文物保護單位。永安壩八一紀念會會址，是紅軍在川陝蘇區時期召開的首個中國工農紅軍成立紀念日紀念大會所在地，位於四川省巴中市通江縣洪口鎮永安壩村。1933年7月中旬，中共中央軍委發佈命令，規定“自一九三三年起，每年‘八一’為中國工農紅軍成立的紀念日”。據此1933年8月1日，紅四方面軍總部在永安壩三教寺召開紀念大會，紀念紅軍成立。1994年，永安壩八一紀念會會址被通江縣人民政府公佈為縣級文物保護單位。